# Perdita utahensis
Perdita utahensis är en biart som beskrevs av Cockerell 1896. Perdita utahensis ingår i släktet Perdita och familjen grävbin. Inga underarter finns listade i Catalogue of Life.